# Alfred Doenicke
Alfred Doenicke (* 18. August 1928 in Göttingen; † 4. Juli 2021) war ein deutscher Anästhesiologe und Hochschullehrer in München.

## Leben
Doenicke kam als Halbwaise zur Welt. Sein Vater, ein Arzt in Göttingen, war nach einer Gallenblasenentfernung mit 38 Jahren gestorben. Nachdem er in der Wehrmacht am Zweiten Weltkrieg teilgenommen hatte, studierte Alfred Doenicke ab 1948 an der Universität zu Köln und der Friedrich-Alexander-Universität zu Erlangen (FAU) Medizin und je zwei Semester Kunstgeschichte und Sport. Das Studium finanzierte er sich mit Fabrikarbeit in den Semesterferien. In Erlangen wurde er am 1. Dezember 1951 im Corps Normannia-Halle aktiv. Er focht neun Mensuren und zeichnete sich als Subsenior und Consenior aus. Die FAU Erlangen promovierte ihn 1954, dem Jahr seines Staatsexamens, zum Dr. med.
Die ärztliche Ausbildung begann er 1954/1955 in Miltenberg als Assistenzarzt. Unter Werner Wachsmuth wurde er ab 1955 in der Chirurgischen Klinik der Julius-Maximilians-Universität Würzburg in Chirurgie und bei F. Becker in Anästhesie ausgebildet. 1959 ging er für zwei Jahre an das Nordstadtkrankenhaus Hannover (Innere Medizin, Chirurgie, Anästhesiologie). Ein Jahr forschte er bei Hans-Hasso Frey in der Pharmakologie der Medizinischen Hochschule Hannover.
Er wurde 1961 Facharzt für Anästhesiologie, erwog aber die Niederlassung als Kunstgalerist. Im selben Jahr ging er nach München, um im Universitätsklinikum an der Nußbaum-Straße die Anästhesieabteilung der Chirurgischen Poliklinik zu leiten. An der Ludwig-Maximilians-Universität München habilitierte er sich 1964 für das Fach Anästhesiologie. 1970 wurde er zum Professor an der LMU München ernannt. Als leitender Anästhesist blieb er bis zur Altersgrenze in der Poliklinik der Chirurgie der Universität München. Er war Präsident und Mannschaftsarzt mehrerer Münchener Eishockey-Clubs. Im Jahr 1973 führte Doenicke das Imidazolderivat Etomidat zur Narkoseeinleitung ein.
Mit 550 Publikationen ist Doenicke einer der meistzitierten deutschsprachigen Anästhesiologen. Er betreute 321 Doktoranden. Forschungsschwerpunkte waren Schmerztherapie, total intravenöse Anästhesie und Muskelrelaxanzien. Er gehörte zu den Gründern der nach Friedrich Sertürner benannten Sertürner-Gesellschaft e.V. Von 1982 bis 1995 war er ihr 1. Vorsitzender. Er war zudem Herausgeber der im Springer-Verlag erschienenen Schriftenreihe Sertürner Workshops Einbeck.

„Ich bin einer der letzten Chirurgen, die Anästhesisten wurden.“

Alfred Doenicke starb am 4. Juli 2021.

## Ehrungen
- Gastprofessor der University of Chicago (1992)
- ordentliches Mitglied des Bundesgesundheitsamtes (1979–1995)
- Karl-Thomas-Preis der DGAI (1981)
- Ehrenherausgeber von Der Anaesthesist (1994)
- Ehrenvorsitzender der Sertürner-Gesellschaft (1998)
- Ehrenmitglied der jugoslawischen Anästhesiegesellschaft
- Ehrenmitglied der polnischen Anästhesiegesellschaft
- Ehrenmitglied der Deutschen Gesellschaft für Anästhesiologie und Intensivmedizin (2004)[11]

## Veröffentlichungen (Auswahl)
- als Hrsg.: Der Anaesthesist. 1969 ff.
- als Hrsg. mit U. Koenig: Immunologie in Anaesthesie und Intensivmedizin. Eine kritische Bestandsaufnahme (in der Reihe Sertürner Workshops Einbeck), bearbeitet von Alfred Doenicke. Springer-Verlag, Berlin usw. 1983, ISBN 3-540-12199-4.
- als Hrsg. mit D. Kettler, W. F. List, J. Radke und J. Tarnow: Anästhesiologie. 7., völlig überarbeitete Auflage. Springer, Berlin 1995, ISBN 3-540-57635-5.
- Die Zeitschrift Der Anaesthesist. In:  Jürgen Schüttler (Hrsg.): 50 Jahre Deutsche Gesellschaft für Anästhesiologie und Intensivmedizin: Tradition und Innovation. Springer-Verlag, Berlin/Heidelberg/New York 2003, ISBN 3-540-00057-7, S. 155–161.